# 츠키오카 유메지

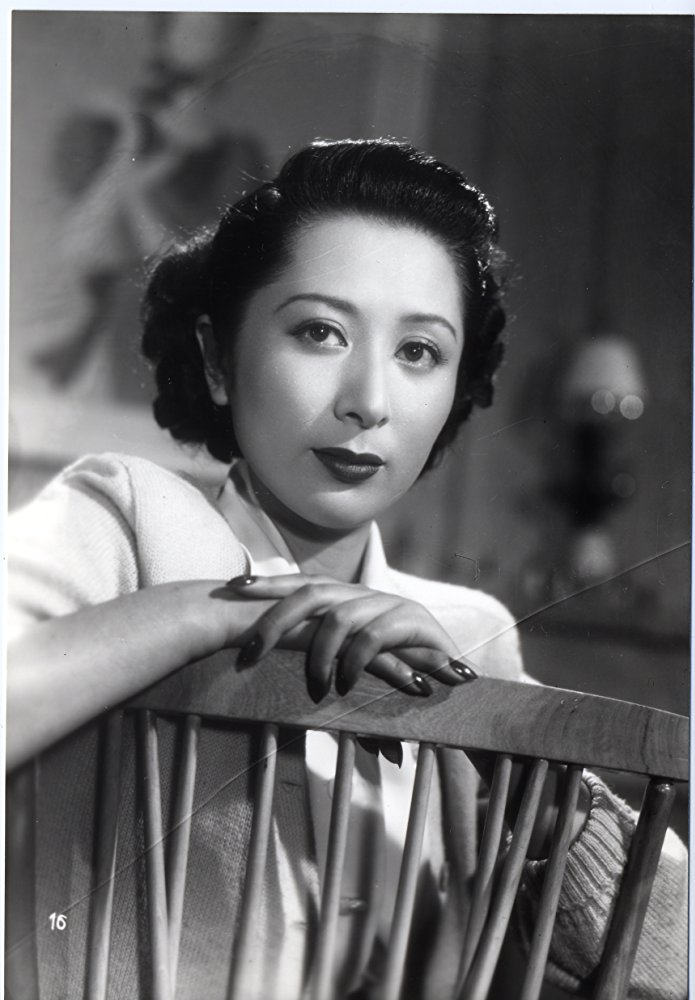
츠키오카 유메지

츠키오카 유메지(月丘夢路, 1922년 10월 14일 ~ 2017년 5월 3일)는 일본의 배우이다.

## 영화
- 온나사가리 (1994년)
- 2대 두목은 크리스찬 (1985년)
- 눈 속의 방문자 (1977년)
- 화려한 일족 (1974년)
- 흔들리는 미덕 (1958년)
- 사랑과 바람기의 청춘수첩: 가로등 (1957년)
- 가슴이여 영원히 (1955년)
- 아시타 쿠루 히토 (1955년)
- 내면의 굴레 (1955년)
- 비트윈 예스터데이 앤드 투모로우 (1954년)
- 24개의 눈동자 (1954년)
- 당신의 이름은 (1953년)
- 만춘 (1949년)